# Koph

Koph

Koph oder Qoph (קוף), auch Kof oder Qof geschrieben, ist der neunzehnte Buchstabe im Hebräischen Alphabet. Es hat den Zahlenwert 100. Von den meisten Sprechern wird das Koph wie das Kaph (mit Dagesch) ausgesprochen [⁠k⁠]. Ursprünglich wurde das Koph kehliger ausgesprochen als das Kaf.
Es stammt ab vom phönizischen Qoph, der sich von der stark stilisierten Darstellung eines sitzenden Affen mit herabhängendem Schwanz oder von einer Nähnadel mit Öhr herleitet.
Im griechischen Alphabet entspricht dem Koph das Koppa, das jedoch bald nur mehr als Zahlzeichen verwendet wurde. Das daraus hervorgegangene lateinische Q hat sich dagegen bis heute als Buchstabe erhalten.

## Beispiele
- קין Kain
- קרח Korach

## Zeichenkodierung
| Unicode Codepoint | U+05E7            |
| Unicode-Name      | HEBREW LETTER QOF |
| HTML              | &#1511;           |
| ISO 8859-8        | 0xF7              |